# Filip Ericsson
John Filip Ericsson (* 25. Mai 1882 in Göteborg; † 25. Dezember 1951 ebenda) war ein schwedischer Segler.

## Erfolge
Filip Ericsson, der Mitglied im Göteborgs Kungliga Segelsällskap war, wurde bei den Olympischen Spielen 1912 in Stockholm in der 10-Meter-Klasse Olympiasieger. Dabei war er Skipper der Kitty, die in beiden Wettfahrten der Regatta den ersten Platz belegte und damit den Wettbewerb vor dem finnischen Boot Nina und dem russischen Boot Gallia II gewann. Zur Crew der Kitty gehörten Carl Hellström, Harry Rosenswärd, Paul Isberg, Herman Nyberg, Erik Wallerius, Humbert Lundén und Harald Wallin.
Seine Ur-Enkelin Lisa Ericson nahm 2012 und 2016 an den olympischen Segelwettbewerben teil.